# Uphusum
Uphusum és un municipi del districte de Nordfriesland, dins l'Amt Südtondern, a l'estat alemany de Slesvig-Holstein. Es troba a la línia de ferrocarril entre Niebüll i Tønder, a pocs kilòmetres de la frontera amb Dinamarca, situat al marge entre el geest i el maresme. El 31 de desembre del 2023 tenia 340 habitants.